# Tegalurung (Legonkulon)
Tegalurung is een bestuurslaag in het regentschap Subang van de provincie West-Java, Indonesië. Tegalurung telt 3763 inwoners (volkstelling 2010).